# BMW 3 Серії (E36)
BMW E36 — модифікація кузова BMW 3 Серії, яка виготовлялась з 1990 по 2001 роки й прийшла на заміну BMW E30.

## Історія

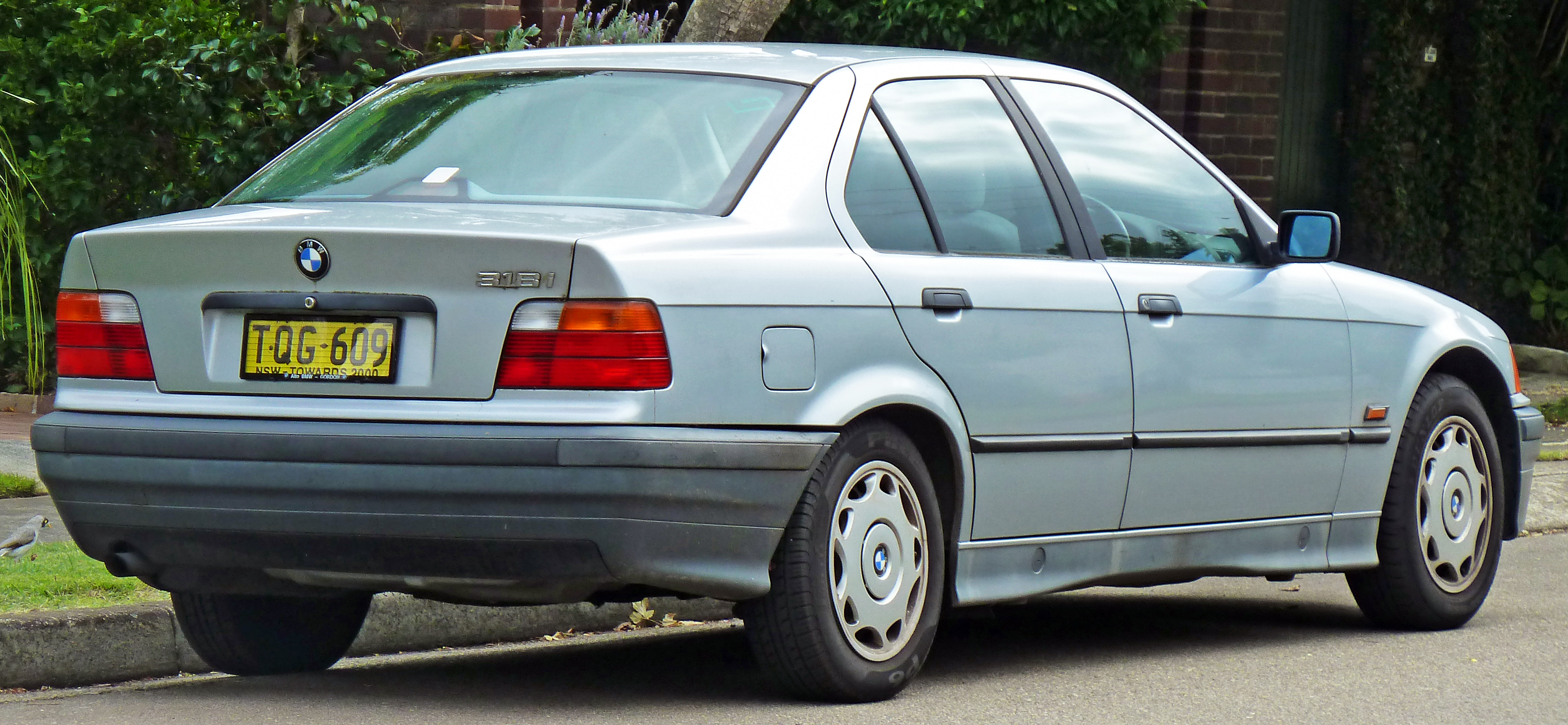
BMW E36 Sedan (1990—1996)

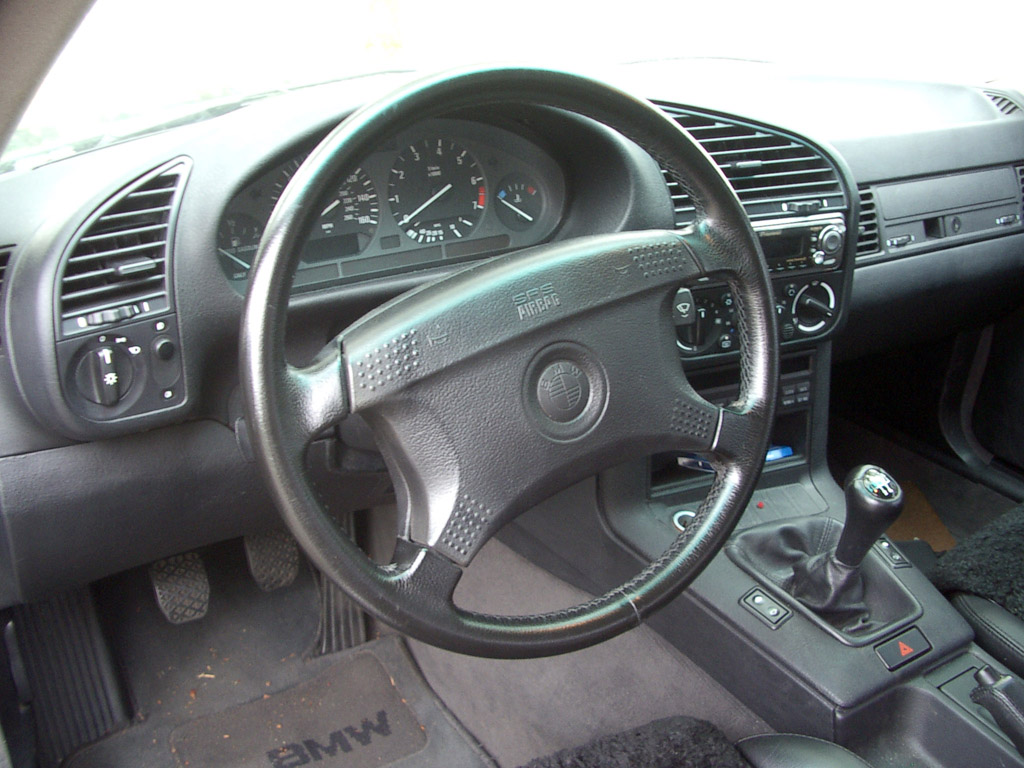

### 1990
Новий модельний ряд BMW 3-ї серії (заводський індекс кузова Е36) з'явився в листопаді 1990 року. Всі достоїнства, властиві попереднику (Е30), збереглися і навіть примножилися в новому сімействі. Дизайнерам фірми вдалося знайти сучасний і динамічний вигляд (Сх = 0,29), а оформлення передньої частини машини пізніше було названо «автомобільною особою 90-х років». Помітна характерна зовнішність підкреслює міць і динаміку фірмового стилю BMW. Бездоганна збірка кузова (з шестирічною гарантією від наскрізної корозії), збільшений на 10 л у порівнянні з попередником об'єм салону й багажника, як і інформативна приладова панель, високоякісні матеріали оздоблення інтер'єру, широкий спектр рядних бензинових силових агрегатів (з упорскуванням Bosch-Motronic) — все це, як і чудова керованість, притаманна всім моделям BMW, вдало поєднувалися в третій серії, що отримало належну оцінку у споживачів.
Першими були седани 316i (102 к.с.) і 318i (115 к.с.) з чотирициліндровими двигунами, 320i (150 к.с.) і 325i (192 к.с.) — з новими 24-клапанними «шістками». Елегантний зовнішній вигляд машини приховував розміри й замалим не 200 кг зайвої ваги — розплату за пасивну безпеку. Втім, попри «повноту», автомобілі з колишніми чотирициліндровими двигунами мало поступалися попередникам в розгоні, але перевершували їх по максимальній швидкості та економічності. Так BMW 325i розвиває максимальну швидкість 233 км/год, розганявся до 100 км/год за 8 секунд, випереджаючи більш легкого попередника. Нова задня підвіска зробила BMW 3-ї серії комфортабельніше і легше в управлінні. Кабріолет і універсал якийсь час зберігалися від старого модельного ряду. Чотирьохдверний седан нової серії успішно переробляли й доукомплектовували безліч німецьких тюнінгових компаній.
Спереду встановлювалася незалежна пружинна підвіска зі стійками типу Макферсон і L-подібними важелями, а ззаду — багатоважільна незалежна підвіска: до кожного колеса приєднувалися по два поперечні важелі й один поздовжній С-подібної форми з точкою кріплення до кузова.

### 1991
З жовтня 1991 року почався продаж економічного, але жвавого турбодизельного варіанту 325td (8,9 л/100 км у міському циклі), що знаменувало початок нової атаки на сектор ринку, в якому BMW починала вже втрачати очки, зароблені наприкінці 1980-х.

### 1992
У січні 1992 року на автосалоні в Детройті дебютує нове дводверне купе 320i (150 к.с.), 325i (192 к.с.) і M3 Coupe (286 к.с.). Попри зовнішню схожість з седаном, у цих машин немає однакових зовнішніх кузовних деталей чи скла. Дах купе на 130 мм коротший, капот на 80 мм довший, а сам автомобіль на 50 мм нижчий. У вересні того ж року шестициліндрові двигуни отримали систему управління фазами газорозподілу VANOS для впускних клапанів, що зробило їх економнішими й більш тяговитими.

### 1993
У березні 1993 року в Женеві представлений кабріолет. Автомобіль відрізняється дуже високим рівнем безпеки — є висуваються при перекиданні підголівники ззаду. Як опцію до нього пропонували легкознімний алюмінієвий верх.
У жовтні 1993 р. замість дизеля об'ємом 2443 см³ (324td) почали випускати нові високооборотні турбодизелі об'ємом 2,5 л потужністю 115 к.с. (325td) і 143 к.с. (325tds), який був вперше оснащений проміжним охолоджувачем повітря (інтеркулером), на що вказує літера «s» в позначенні моделі (це ж характерно і для інших дизельних моделей цього покоління). Максимальна швидкість у седанів доходила до 214 км/год.

### 1994
У лютому 1994 року почалося виробництво трьохдверного хетчбека «Compact» з економічними чотирициліндровими двигунами робочим об'ємом 1,6 л (102 к.с.), 1,7 л (турбодизель, 90 к.с.), 1,8 л (115 к.с.) і 1,9-літровим 140-сильним з 16-клапанною головкою блоку циліндрів. Для зменшення ціни на ньому ззаду замість складної багатоважеля підвіски, як у всіх моделей сімейства, стоїть проста залежна підвіска з нерозрізною балкою моста. П'ятимісний Compact (за задумом фірми, молодіжно-студентська версія) достатньо практичний автомобіль для тих, хто не переймається перевезенням речей власними силами: корисний об'єм багажного відсіку від 300 до 1030 л.
У серпні 1994 року до 6-циліндровим турбодизелем (325td і 325tds) приєднався 4-циліндровий робочим об'ємом 1,7 л і потужністю 90 к.с. (318tds). Тоді ж у продаж надходить нові М3 з 3-літровою «шісткою», що розвиває 286 к.с., з кузовами седан і кабріолет.

### 1995
У січні 1995 року з'явилася модель 328i (2,8 л) з (для ринку США зберегли стару з чавунним блоком) потужністю 193 к.с., що змінила 325i (2,5 л), що підсилило позиції BMW в секторі економічних спортивних моделей.
Довгоочікуваний універсал під традиційною назвою Touring, відсутній у виробничій програмі рік, був представлений в травні 1995-го, коли відбулася прем'єра моделі 323i оснащеної новітньою алюмінієвою рядною «шісткою» робочим об'ємом 2,5 л потужністю 170 к.с., жваво бере старт і «видає» сотню всього за 8 с, а також ще жвавішою «328i» (193 к.с.). Місткість ж для компактного універсала — це не найголовніше, важливіше імідж. Місткість його багажника виявилася всього 1030 л. Зміна індексу у моделі з 2,5 л двигуном з 325i на 323i пояснювалося тим, що новий рядний 6-циліндровий двигун з алюмінієвим блоком розвивав меншу потужність у порівнянні з «чавунним» попередником — 170 проти 192 к.с., і тому щоб клієнти не подумали, що з роками мотори стають гірше, індекс машини «знизили».
У вересні 1995 оновили «головне знаряддя» М3 — у своєму роді фірмовий тюнінг від «BMW Motorsport». Новий двигун об'ємом 3,2 л потужністю 321 к.с., вкупі з механічною 6-ступінчастою КПП дозволили знизити час досягнення відмітки 100 км/год до 5,4 с.

### 1997
У 1997 р. провели невеликий «фейсліфт» (незначну модернізацію зовнішності): додаткові кольори кузова та оббивки, протибуксувальна система в стандартній комплектації для шестициліндрових бензинових машин, що обігріваються асферичні дзеркала заднього виду, бокові повторювачі покажчиків поворотів і … нове оформлення решітки радіатора. Більше «дісталося» BMW М3 — на замовлення стало можливим установка новітньої розробки фірми — механічною 6-ступінчастою автоматизованої коробки передач типу SMG (Sequential M Gearbox), що являє собою механічну КПП з гідравлічним виконуючим механізмом перемикання й електронним управлінням, що дозволяло їздити як на «автоматі», так і з ручним перемиканням без педалі зчеплення — вона просто відсутня. Compact ж обзавівся 6-циліндровим двигуном у 2,5 л (170 к.с.) — 323ti.

## Модельний ряд
| - Limousine (E36/4):     | 1990–1998 |
| - Coupé (E36/2):         | 1992–1999 |
| - Cabrio (E36/2C):       | 1993–2001 |
| - Compact (E36/5):       | 1993–2001 |
| - Touring (E36/3):       | 1994–1999 |
| - M3 Coupé (E36/2S):     | 1992–1999 |
| - M3 Cabrio (E36/2CS):   | 1993–2000 |
| - M3 Limousine (E36/4S): | 1994–1998 |

## Галерея

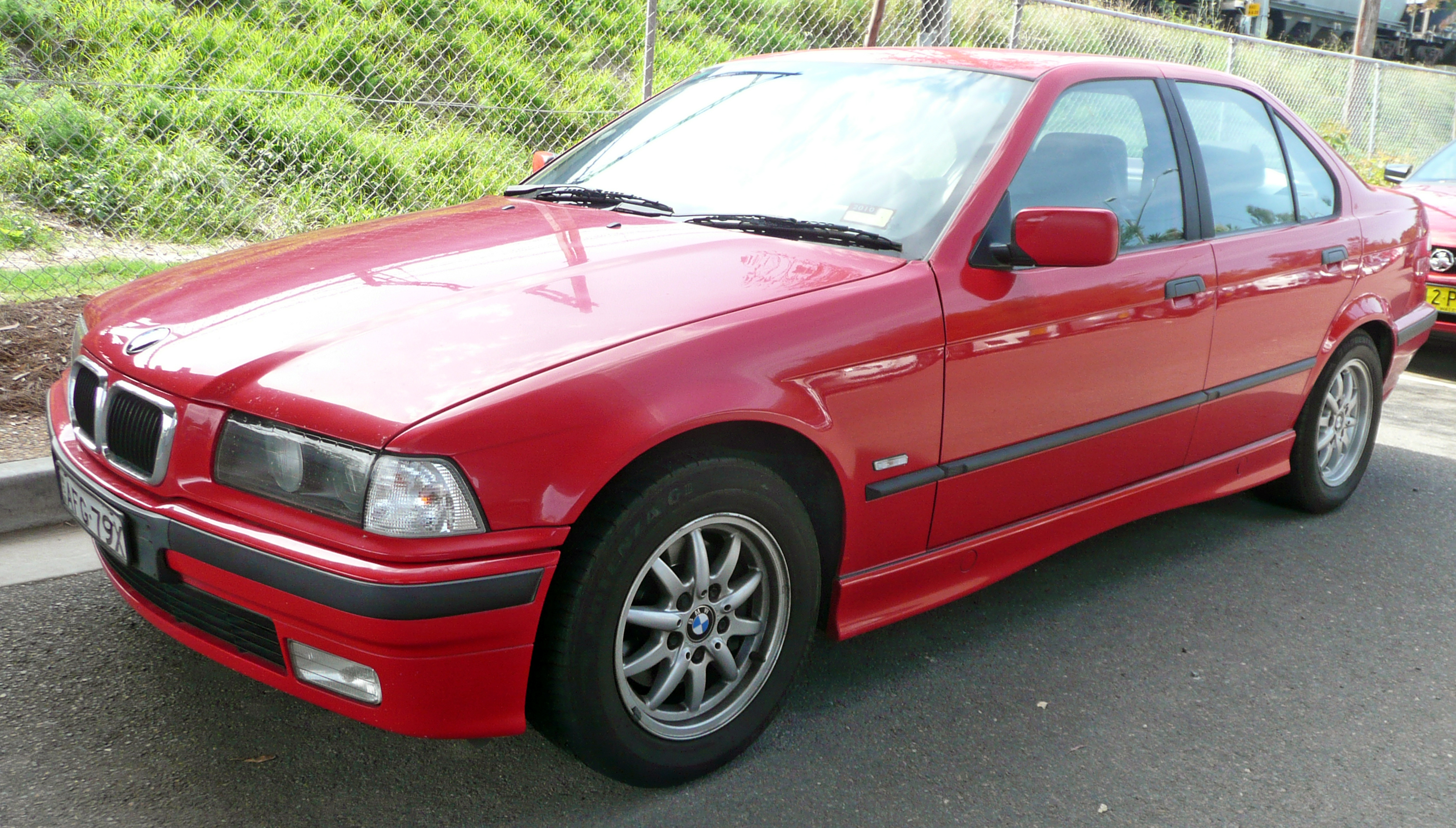
BMW E36 Sedan (1996–1998)
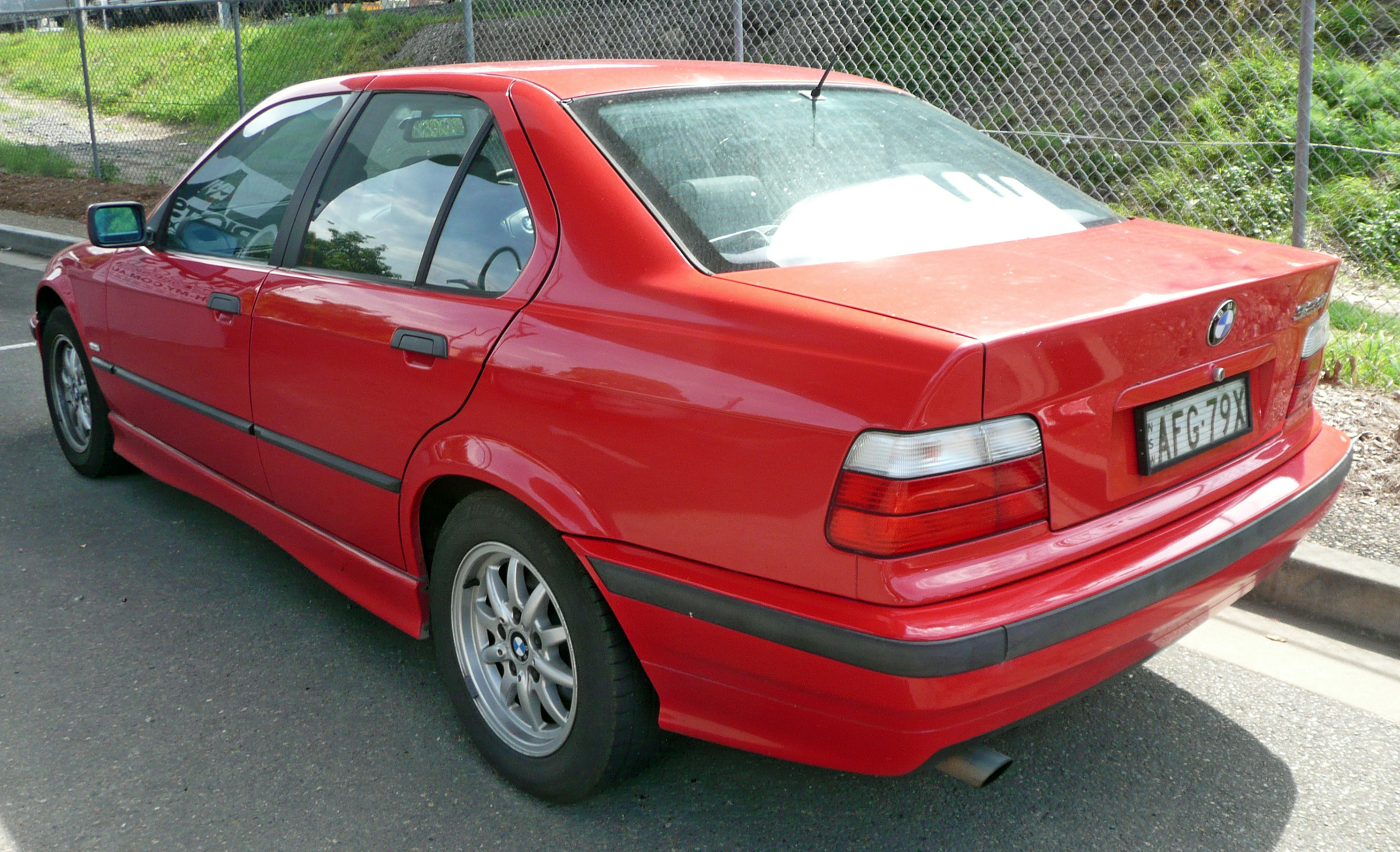
BMW E36 Sedan (1996–1998)
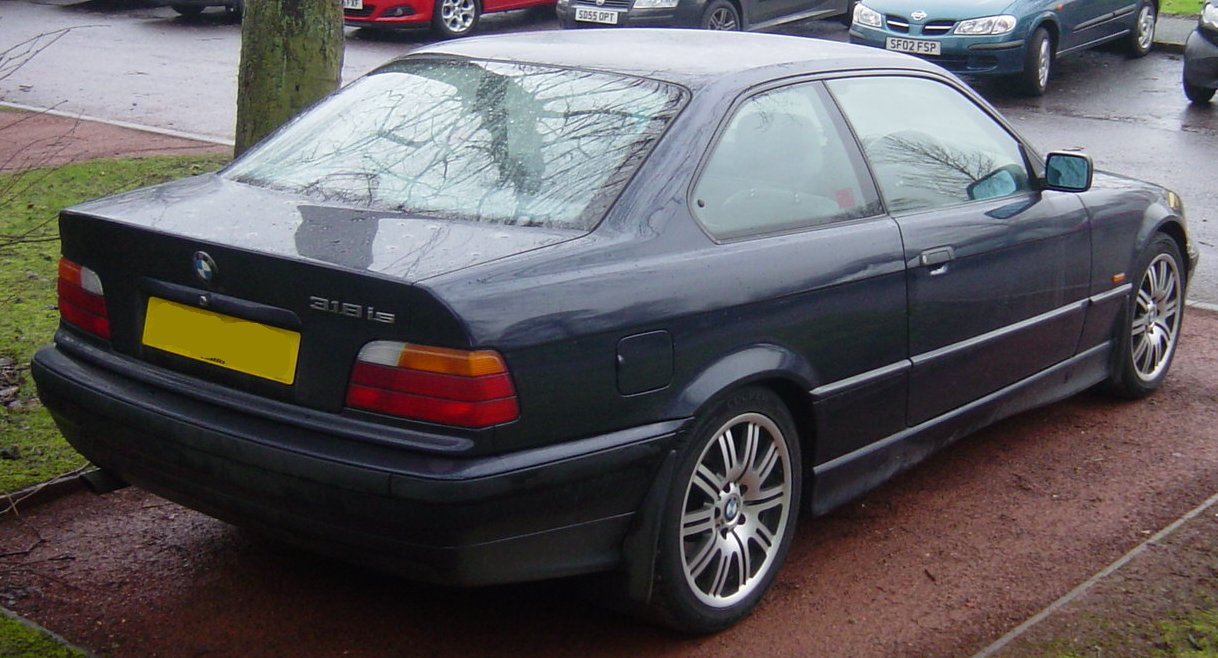
BMW E36 Coupe
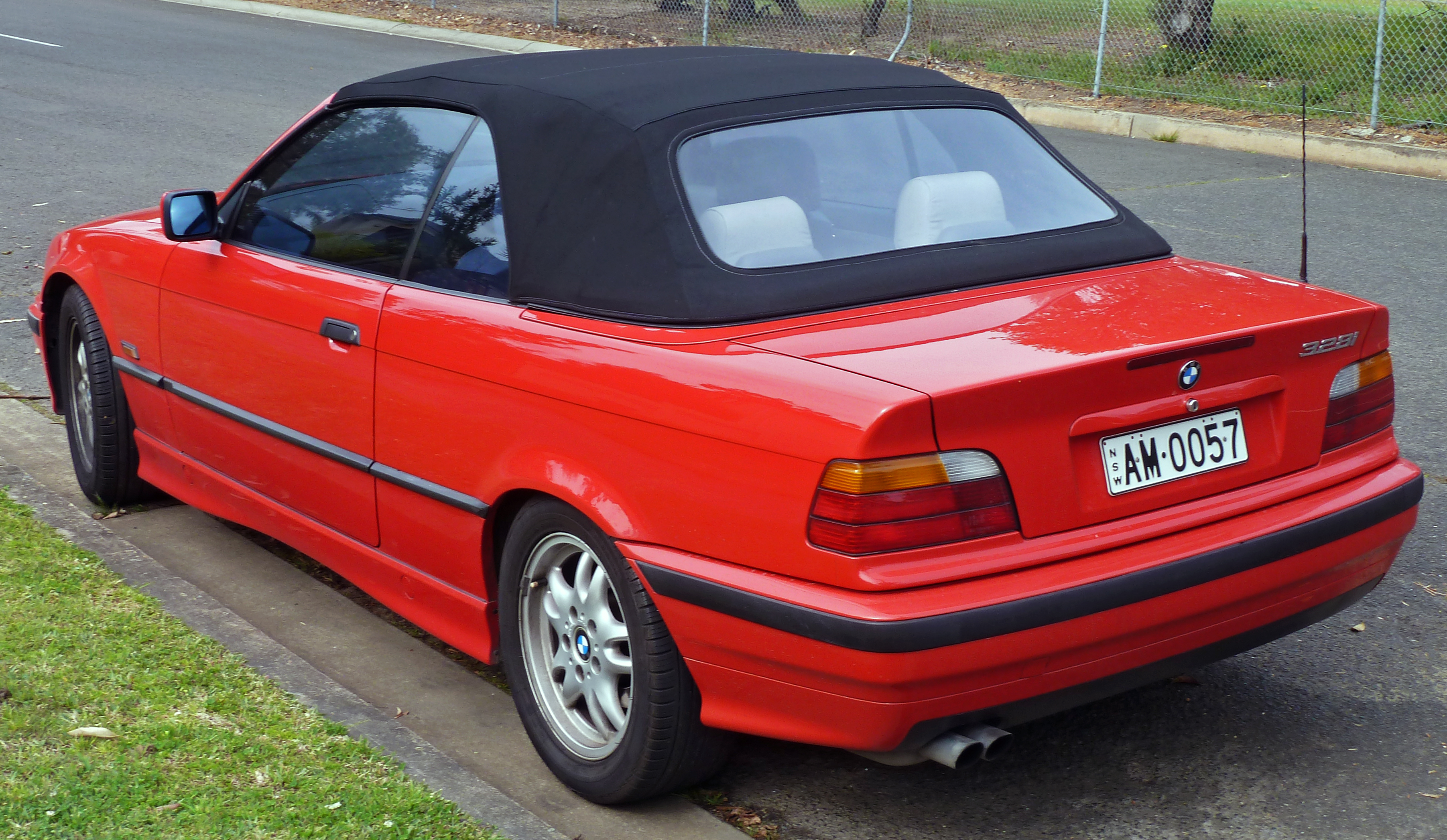
BMW E36 Cabrio
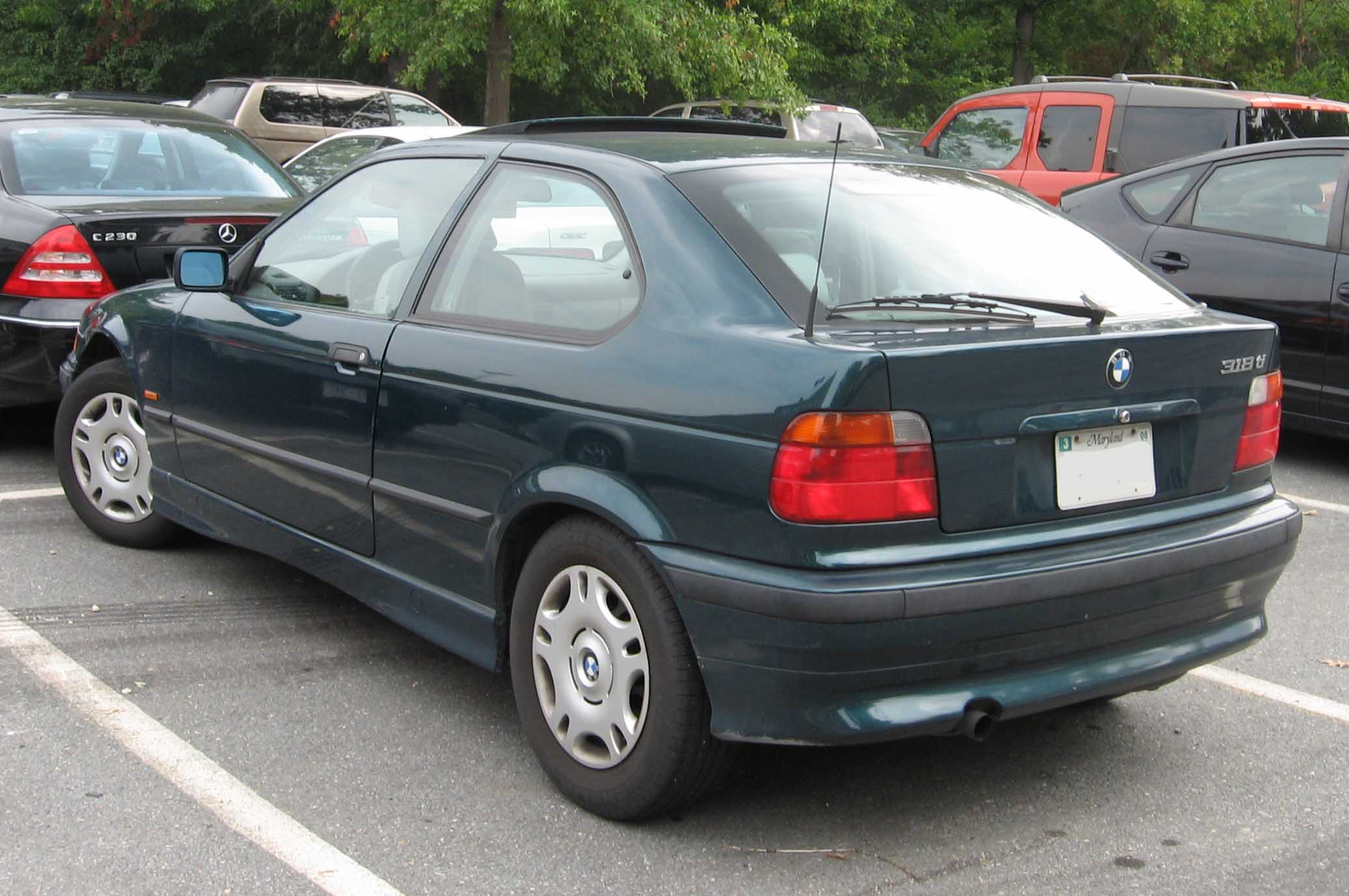
BMW E36 Compact
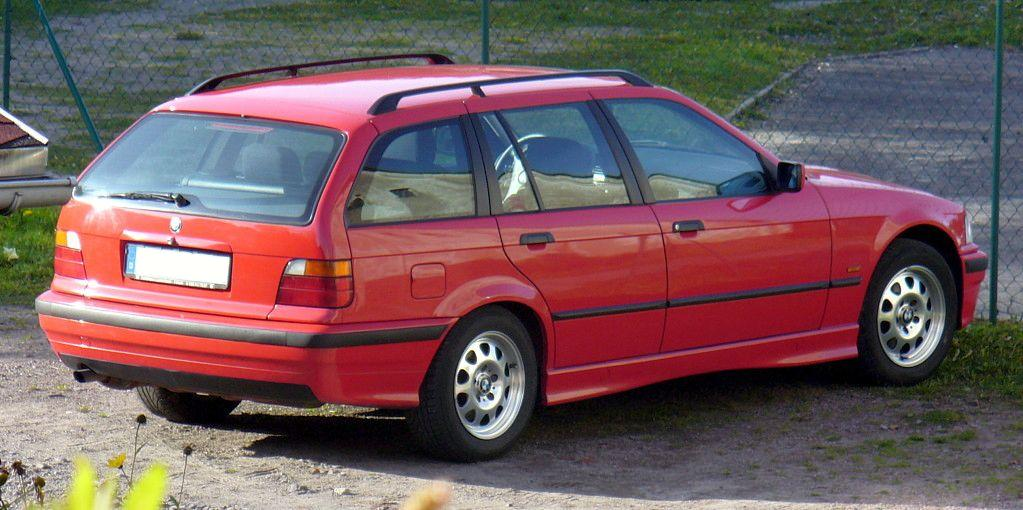
BMW E36 Touring
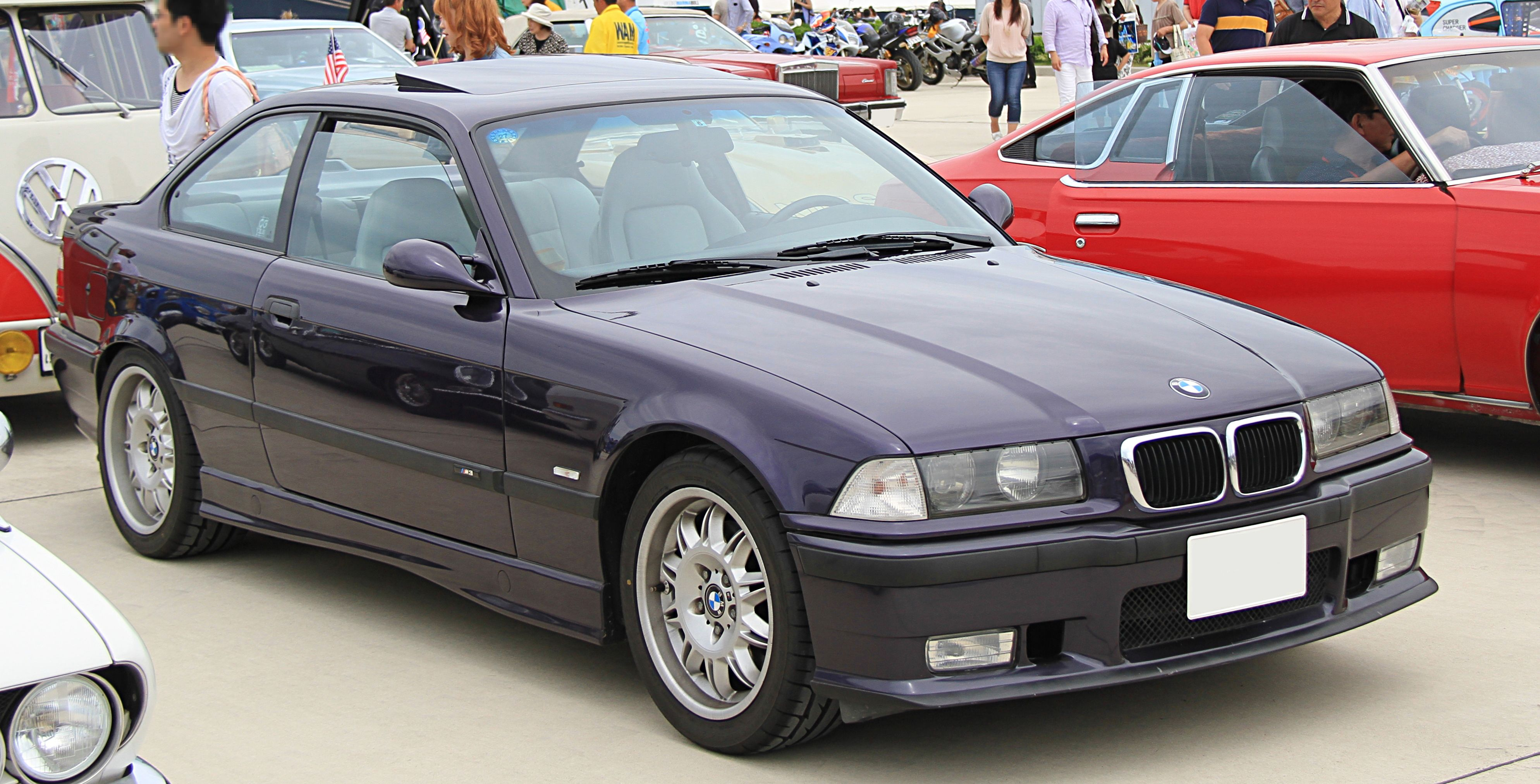
BMW M3 E36

## Зноски
1. ↑  3 Серия :: Е36. Архів оригіналу за 4 липня 2010. Процитовано 4 травня 2010. [Архівовано 2010-07-04 у Wayback Machine.]